# Coupe de Russie de football 2005-2006
Navigation
Coupe de Russie 2004-2005 Coupe de Russie 2006-2007
La Coupe de Russie 2005-2006 est la 14e édition de la Coupe de Russie depuis la dissolution de l'URSS.
Le CSKA Moscou remporte la compétition face au Spartak Moscou et se qualifie pour le premier tour de la Coupe UEFA 2006-2007.
La compétition suivant un calendrier sur deux années, contrairement à celui des championnats russes qui s'inscrit sur une seule année, celle-ci se trouve de fait à cheval entre deux saisons de championnat ; ainsi pour certaines équipes promues ou reléguées durant la saison 2005, la division indiquée peut varier d'un tour à l'autre.

## Huitièmes de finale
| Club                          | Score           | Club                   | Aller   | Retour   |
| ----------------------------- | --------------- | ---------------------- | ------- | -------- |
| CSKA Moscou (D1)              | 8 - 0           | (D3) Spartak Kostroma  | 5 - 0   | 3 - 0    |
| Rubin Kazan (D1)              | 2 - 1           | (D2) Chinnik Iaroslavl | 0 - 1   | 2 - 0 ap |
| Zénith Saint-Pétersbourg (D1) | 2 - 1           | (D2) Terek Grozny      | 2 - 0   | 0 - 1    |
| Torpedo Moscou (D1)           | 4 - 3           | (D1) FK Moscou         | 1 - 2   | 3 - 1    |
| Krylia Sovetov Samara (D1)    | 2 - 2 1 - 3 tab | (D1) Dynamo Moscou     | 2 - 0   | 0 - 2 ap |
| Amkar Perm (D1)               | 0 - 1           | (D1) Saturn Ramenskoïe | 0 - 1   | 0 - 0    |
| Lokomotiv Tchita (D3)         | forfait         | (D1) Lokomotiv Moscou  | forfait | forfait  |
| Luch-Energia Vladivostok (D1) | 0 - 2           | (D1) Spartak Moscou    | 0 - 1   | 0 - 1    |

## Quarts de finale
| Club                          | Score | Club                  | Aller | Retour |
| ----------------------------- | ----- | --------------------- | ----- | ------ |
| Rubin Kazan (D1)              | 2 - 5 | (D1) CSKA Moscou      | 1 - 1 | 1 - 4  |
| Zénith Saint-Pétersbourg (D1) | 5 - 2 | (D1) Torpedo Moscou   | 2 - 0 | 3 - 2  |
| Saturn Ramenskoïe (D1)        | 4 - 3 | (D1) Dynamo Moscou    | 3 - 0 | 1 - 3  |
| Spartak Moscou (D1)           | 4 - 3 | (D1) Lokomotiv Moscou | 2 - 2 | 2 - 1  |

## Demi-finales
| Club                | Score | Club                          | Aller | Retour |
| ------------------- | ----- | ----------------------------- | ----- | ------ |
| CSKA Moscou (D1)    | 4 - 0 | (D1) Zénith Saint-Pétersbourg | 1 - 0 | 3 - 0  |
| Spartak Moscou (D1) | 4 - 2 | (D1) Saturn Ramenskoïe        | 1 - 1 | 3 - 1  |

## Finale
| ·              |                           |     |
| Titulaires :   |                           |     |
|                |                           |     |
| 35             | Igor Akinfeïev            |     |
| 2              | Deividas Šemberas         |     |
| 4              | Sergueï Ignachevitch      |     |
| 6              | Alexeï Bérézoutski        |     |
| 24             | Vassili Bérézoutski       |     |
| 7              | Daniel Carvalho           | 56e |
| 18             | Iouri Jirkov              | 87e |
| 20             | Dudu Cearense             |     |
| 22             | Ievgueni Aldonine         |     |
| 9              | Vágner Love               | 90e |
| 10             | Jô                        |     |
|                |                           |     |
| Remplaçants :  |                           |     |
| 39             | Ivan Taranov              | 56e |
| 68             | Vladimir Tatartchouk (en) | 87e |
| 50             | Anton Grigoryev           | 90e |
|                |                           |     |
| Entraîneur :   |                           |     |
| Valeri Gazzaev |                           |     |

| ·                |                      |     |
| Titulaires :     |                      |     |
|                  |                      |     |
| 30               | Wojciech Kowalewski  |     |
| 3                | Martin Stranzl       |     |
| 5                | Adrian Iencsi        |     |
| 14               | Clemente Rodríguez   | 57e |
| 5                | Mozart               |     |
| 9                | Egor Titov           |     |
| 17               | Sergey Kovalchuk     | 77e |
| 23               | Vladimir Bystrov     |     |
| 31               | Gabriel Tamaș        |     |
| 10               | Roman Pavlioutchenko |     |
| 19               | Fernando Cavenaghi   | 46e |
|                  |                      |     |
| Remplaçants :    |                      |     |
| 21               | Nikita Bajenov       | 46e |
| 55               | Quincy Owusu-Abeyie  | 57e |
| 25               | Aleksandr Pavlenko   | 77e |
|                  |                      |     |
| Entraîneur :     |                      |     |
| Vladimir Fedotov |                      |     |

| ·              |                           |     |
| Titulaires :   |                           |     |
|                |                           |     |
| 35             | Igor Akinfeïev            |     |
| 2              | Deividas Šemberas         |     |
| 4              | Sergueï Ignachevitch      |     |
| 6              | Alexeï Bérézoutski        |     |
| 24             | Vassili Bérézoutski       |     |
| 7              | Daniel Carvalho           | 56e |
| 18             | Iouri Jirkov              | 87e |
| 20             | Dudu Cearense             |     |
| 22             | Ievgueni Aldonine         |     |
| 9              | Vágner Love               | 90e |
| 10             | Jô                        |     |
|                |                           |     |
| Remplaçants :  |                           |     |
| 39             | Ivan Taranov              | 56e |
| 68             | Vladimir Tatartchouk (en) | 87e |
| 50             | Anton Grigoryev           | 90e |
|                |                           |     |
| Entraîneur :   |                           |     |
| Valeri Gazzaev |                           |     |

| ·                |                      |     |
| Titulaires :     |                      |     |
|                  |                      |     |
| 30               | Wojciech Kowalewski  |     |
| 3                | Martin Stranzl       |     |
| 5                | Adrian Iencsi        |     |
| 14               | Clemente Rodríguez   | 57e |
| 5                | Mozart               |     |
| 9                | Egor Titov           |     |
| 17               | Sergey Kovalchuk     | 77e |
| 23               | Vladimir Bystrov     |     |
| 31               | Gabriel Tamaș        |     |
| 10               | Roman Pavlioutchenko |     |
| 19               | Fernando Cavenaghi   | 46e |
|                  |                      |     |
| Remplaçants :    |                      |     |
| 21               | Nikita Bajenov       | 46e |
| 55               | Quincy Owusu-Abeyie  | 57e |
| 25               | Aleksandr Pavlenko   | 77e |
|                  |                      |     |
| Entraîneur :     |                      |     |
| Vladimir Fedotov |                      |     |